# Phalloptychus
Phalloptychus ist eine Gattung der Lebendgebärenden Zahnkarpfen (Poeciliinae). Die Fische kommen in Brasilien in küstennahen Süßgewässern in Bahia im Norden und in Rio Grande do Sul und Santa Catarina im Süden vor. Dazwischen besteht eine Verbreitungslücke.

## Merkmale
Phalloptychus-Arten erreichen Längen von 2 bis 2,5 cm (Männchen) bzw. zwischen 3,5 cm und 4 cm (Weibchen). Sie sind unscheinbar olivbraun bis olivgrau gefärbt und zeigen auf den Körperseiten 7 bis 13 dünne, schwärzliche Querbänder. Die Flossen sind weitgehend farblos, nur bei Phalloptychus januarius gibt es einzelne Exemplare, deren Rückenflosse mit dunklen Punkten gemustert ist. Das Gonopodium der Männchen ist lang, asymmetrisch und hat Haken auf seiner ganzen Länge. Die Flossenstrahlen, aus denen das Begattungsorgan (Gonopodium) gebildet wird, sind teilweise miteinander verdrillt, worauf der Gattungsname hinweist (gebildet aus griechisch phallos „männliches Glied“, und ptychos/ptyx „Falte“, oder „ptyche“ = Krümmung). Die ersten Flossenstrahlen der rechten und linken Bauchflosse sind bei ausgewachsenen Männchen unterschiedlich. Sie sind dick, der rechte ist aber dicker und am distalen Ende verhärtet.
- Flossenformel: Dorsale 8–10, Anale (nur Weibchen) 10, Gonopodium 8–9, Pectorale 10–12, Venatrale 4–6, Caudale 22–26.
- Schuppenformel: 24–29 (mLR).

## Arten
Die Gattung Phalloptychus umfasst folgende drei Arten:
- Phalloptychus eigenmanni Henn, 1916
- Phalloptychus iheringii (Boulenger, 1889)
- Phalloptychus januarius (Hensel, 1868), im Deutschen Januarkärpfling genannt, benannt nach dem „Januarfluss“ Rio de Janeiro[3]